# إطلاق نار في مسجد بايون
كان إطلاق النار على مسجد بايون هجومًا نُفِّذ في 28 أكتوبر / تشرين الأول 2019 عندما هاجم رجل يبلغ من العمر 84 عامًا مسجدًا في مدينة بايون جنوب غرب فرنسا . 